# Chris Joannou
Christopher John Joannou (né le 10 novembre 1979 à Newcastle) est un musicien d'origine australienne et macédonienne. Il est surtout connu en tant que bassiste pour la formation rock Silverchair. Il a une sœur jumelle ainsi qu'une sœur plus âgée. Il fut le premier des trois membres de Silverchair à se couper les cheveux lorsque le trio arborait la coupe « cheveux longs ». Joannou a été surnommé « Lumberjack » par les fans de Silverchair en raison de son amour pour les arbres et les chemises à carreaux. C'est Ben Gillies, du même groupe, qui a appris à Chris à jouer de la basse et de la guitare.
Joannou était l'assistant producteur pour les albums Feeling Sideways et Notes from a Ceiling, gagnant d'un prix ARIA pour le groupe de musique The Mess Hall.
En 2006, il parla au lancement d'une bourse pour les maladies mentales qui se tenait en l'honneur de son cousin Nathan Trepezanov, qui s'était suicidé à l'âge de 21 ans au mois de janvier de la même année.